# 행렬의 합동
선형대수학에서, 행렬의 합동(合同, 영어: congruence)은 두 행렬이 같은 이차 형식의 서로 다른 기저에 대한 표현임을 나타내는 관계이다.

## 정의
체 {\displaystyle K} 위의 두 {\displaystyle n\times n} 행렬 {\displaystyle A,B\in \operatorname {Mat} (n;K)}에 대하여, 만약 다음을 만족시키는 가역 행렬 {\displaystyle P\in \operatorname {GL} (n;K)}가 존재한다면, {\displaystyle A,B}가 서로 합동이라고 한다.
{\displaystyle P^{\top }AP=B}
여기서 {\displaystyle (-)^{\top }}는 전치 행렬이다. 행렬의 합동은 동치 관계를 이룬다.

## 예

### 대칭 행렬
표수가 2가 아닌 체 {\displaystyle K}를 원소로 하는 대칭 행렬 {\displaystyle A\in \operatorname {Mat} (n;K)}은 대각 행렬과 합동이다. 즉, 다음을 만족시키는 가역 행렬 {\displaystyle P\in \operatorname {GL} (n;K)}가 존재한다.
{\displaystyle P^{\top }AP={\begin{pmatrix}d_{1}\\&\ddots \\&&d_{r}\\&&&0\\&&&&\ddots \\&&&&&0\end{pmatrix}}\qquad (d_{i}\neq 0,\;0\leq r\leq n)}
0이 아닌 대각 원소의 개수 {\displaystyle r}는 {\displaystyle A}의 계수와 같다.
증명 (행렬의 언어를 사용하여 서술):
행렬의 크기에 대한 수학적 귀납법을 사용하자.
우선, {\displaystyle 1\times 1} 행렬은 이미 자기 자신이 대각 행렬이다.
이제, {\displaystyle (n-1)\times (n-1)} 행렬에 대하여 성립한다고 가정하고 {\displaystyle n\times n} 행렬 {\displaystyle A}에 대하여 성립함을 증명하자. 영행렬은 이미 자기 자신이 대각 행렬이므로, {\displaystyle A\neq 0}인 경우만을 생각하자. 그렇다면, {\displaystyle A_{ij}\neq 0}인 {\displaystyle 1\leq i,j\leq n}이 존재한다. 만약 {\displaystyle i\neq j}라면, {\displaystyle A}의 {\displaystyle i}번째 행에 {\displaystyle j}번째 열을 더한 뒤, 다시 {\displaystyle i}번째 열에 {\displaystyle j}번째 열을 더하여 얻는 행렬 {\displaystyle (I+E_{ij})^{\top }A(I+E_{ij})}은 원래 행렬과 합동이며, {\displaystyle i}번째 대각 원소는 {\displaystyle 2A_{ii}}이며, 체의 표수가 2가 아니므로 {\displaystyle 2A_{ii}\neq 0}이다. 즉, 일반성을 잃지 않고 {\displaystyle i=j}라고 할 수 있다. 만약 {\displaystyle i\neq 1}이라면, {\displaystyle A}의 1번째 행과 {\displaystyle i}번째 행을 교환한 뒤, 1번째 열과 {\displaystyle i}번째 행을 교환하여 얻는 행렬 {\displaystyle (I-E_{ii}-E_{jj}+E_{ij}+E_{ji})^{\top }A(I-E_{ii}-E_{jj}+E_{ij}+E_{ji})}은 원래의 행렬과 합동이며, 1번째 대각 원소가 {\displaystyle A_{ii}\neq 0}이므로, 일반성을 잃지 않고 {\displaystyle i=1}라고 할 수 있다. 즉, {\displaystyle A}가 {\displaystyle A_{11}\neq 0}를 만족시킨다고 보아도 무방하다. 이제 다시 다음과 같은 일련의 기본 행 연산의 합성을 생각하자.
{\displaystyle P=I-\sum _{i=2}^{n}A_{11}^{-1}A_{i1}E_{i1}}
그렇다면, {\displaystyle P^{\top }AP}는 원래 행렬과 합동이며,
{\displaystyle 0=(P^{\top }AP)_{12}=\cdots =(P^{\top }AP)_{1n}=(P^{\top }AP)_{21}=(P^{\top }AP)_{n1}}
이 성립한다. 또한, 그 오른쪽 아래의 부분 행렬 {\displaystyle ((P^{\top }AP)_{ij})_{i,j=2}^{n}}은 {\displaystyle (n-1)\times (n-1)} 행렬이므로 수학적 귀납법의 가정에 따라 대각 행렬과 합동이다. 즉, 다음 조건을 만족시키는 {\displaystyle d_{2},\dots ,d_{n}\in K} 및 {\displaystyle Q\in \operatorname {GL} (n-1;K)}가 존재한다.
{\displaystyle Q^{\top }((P^{\top }AP)_{ij})_{i,j=2}^{n}Q=\operatorname {diag} (d_{2},\dots ,d_{n})}
따라서, {\displaystyle A}는 다음과 같은 대각 행렬과 합동이다.
{\displaystyle {\begin{pmatrix}1\\&Q\end{pmatrix}}^{\top }P^{\top }AP{\begin{pmatrix}1\\&Q\end{pmatrix}}}
{\displaystyle ={\begin{pmatrix}1\\&Q^{\top }\end{pmatrix}}{\begin{pmatrix}A_{11}\\&(P^{\top }AP)_{22}&\cdots &(P^{\top }AP)_{2n}\\&\vdots &\ddots &\vdots \\&(P^{\top }AP)_{n2}&\cdots &(P^{\top }AP)_{nn}\end{pmatrix}}{\begin{pmatrix}1\\&Q\end{pmatrix}}}
{\displaystyle ={\begin{pmatrix}A_{11}\\&d_{2}\\&&\ddots \\&&&d_{n}\end{pmatrix}}}
증명 (쌍선형 형식의 언어를 사용하여 서술):
대칭 쌍선형 형식 {\displaystyle B\colon V\times V\to K}가 있다고 하자. 증명하려는 바는 {\displaystyle B(u_{i},u_{j})=0} ({\displaystyle 1\leq i<j\leq n})인 기저 {\displaystyle \{u_{1},\cdots ,u_{n}\}}의 존재이다.
벡터 공간의 차원에 대한 수학적 귀납법을 사용하자.
1차원의 경우는 자명하다.
{\displaystyle (n-1)}차원의 경우에 대하여 성립한다고 가정하고, {\displaystyle n}차원의 경우에 대하여 증명하자. {\displaystyle B=0}인 경우는 자명하므로, {\displaystyle B\neq 0}의 경우만을 생각하자. 이 경우, {\displaystyle B(u_{1},u_{1})\neq 0}인 {\displaystyle 0\neq u_{1}\in V}가 존재한다. (그렇지 않다면, {\displaystyle B(u+v,u+v)=B(u,u)+2B(u,v)+B(v,v)}이며 {\displaystyle K}의 표수가 2가 아님에 따라 {\displaystyle B=0}이므로 모순이다.) 그렇다면, {\displaystyle B}를 직교 여공간
{\displaystyle (\operatorname {Span} \{u_{1}\})^{\perp }=\{v\in V\colon B(u_{1},v)=0\}}
에 제한시켰을 때 여전히 쌍선형 형식을 이루므로, 수학적 귀납법의 가정에 따라, {\displaystyle B(u_{i},u_{j})=0} ({\displaystyle 2\leq i<j\leq n})인 {\displaystyle (\operatorname {Span} \{u_{1}\})^{\perp }}의 기저 {\displaystyle \{u_{2},\dots ,u_{n}\}}이 존재한다. 또한, 직교 여공간의 정의에 따라,
{\displaystyle 0=B(u_{1},u_{2})=\cdots =B(u_{1},u_{n})}
이며, {\displaystyle \{u_{1},\dots ,u_{n}\}}는 {\displaystyle V}의 기저를 이룬다.
증명 (이차 형식의 언어를 사용하여 서술):
이차 형식이 0인 경우 이미 자기 자신이 제곱합 꼴이므로, 0이 아닌 이차 형식에 대하여 증명하면 된다.
체 {\displaystyle K}의 표수가 2가 아니므로, 그 위의 이차 형식은 다음과 같은 꼴이다.
{\displaystyle \sum _{i=1}^{n}\sum _{j=1}^{n}a_{ij}x_{i}x_{j}\qquad (a_{ij}=a_{ji}\in K)}
이차 형식의 변수의 개수 {\displaystyle n}에 대한 수학적 귀납법을 사용하자.
1변수의 경우, 이미 자기 자신이 제곱합 꼴이다.
{\displaystyle (n-1)}변수에 대하여 성립한다고 가정하고 {\displaystyle n}변수에 대하여 증명하자. 만약 계수가 0이 아닌 제곱항을 가진다면, 일반성을 잃지 않고 {\displaystyle a_{11}\neq 0}라고 하자. 그렇다면, 이차 형식을 다음과 같이 변형할 수 있다.
{\displaystyle {\begin{aligned}\sum _{i=1}^{n}\sum _{j=1}^{n}a_{ij}x_{i}x_{j}&=a_{11}x_{1}^{2}+2x_{1}\sum _{j=2}^{n}a_{1j}x_{j}+\sum _{i=2}^{n}\sum _{j=1}^{n}a_{ij}x_{i}x_{j}\\&=a_{11}\left(x_{1}^{2}+2a_{11}^{-1}x_{1}\sum _{j=2}^{n}a_{1j}x_{j}+a_{11}^{-2}\left(\sum _{j=2}^{n}a_{1j}x_{j}\right)^{2}-a_{11}^{-2}\left(\sum _{j=2}^{n}a_{1j}x_{j}\right)^{2}\right)+\sum _{i=2}^{n}\sum _{j=1}^{n}a_{ij}x_{i}x_{j}\\&=a_{11}\left(x_{1}+a_{11}^{-1}\sum _{j=2}^{n}a_{1j}x_{j}\right)^{2}-a_{11}^{-1}\left(\sum _{j=2}^{n}a_{1j}x_{j}\right)^{2}+\sum _{i=2}^{n}\sum _{j=1}^{n}a_{ij}x_{i}x_{j}\end{aligned}}}
오른쪽의
{\displaystyle -a_{11}^{-1}\left(\sum _{j=2}^{n}a_{1j}x_{j}\right)^{2}+\sum _{i=2}^{n}\sum _{j=1}^{n}a_{ij}x_{i}x_{j}}
는 {\displaystyle (n-1)}변수 이차 형식이므로, 제곱합이 되는 가역 변수 변환이 다음과 같이 존재한다.
{\displaystyle x_{2}=\qquad b_{22}y_{2}+\cdots +b_{2n}y_{n}}
{\displaystyle \vdots }
{\displaystyle x_{n}=\qquad b_{n2}y_{2}+\cdots +b_{nn}y_{n}}
또한, 변수 {\displaystyle y_{1}}를 다음과 같이 정의하자.
{\displaystyle {\begin{aligned}x_{1}&=y_{1}-a_{11}^{-1}a_{12}x_{2}+\cdots +a_{11}^{-1}a_{1n}x_{n}\\&=y_{1}+c_{2}y_{2}+\cdots +c_{n}y_{n}\end{aligned}}}
그렇다면, 이러한 변수 변환은 가역 변환이며, 원래의 이차 형식을 제곱합으로 만든다.
만약 모든 제곱항의 계수가 0이라면, 이차 형식이 0이 아니라고 전제하였으므로, 일반성을 잃지 않고 {\displaystyle a_{12}\neq 0}이라고 하자. 그렇다면, 가역 변수 변환
{\displaystyle x_{1}=y_{1}+y_{2}}
{\displaystyle x_{2}=y_{1}-y_{2}}
{\displaystyle x_{3}=y_{3}}
{\displaystyle \vdots }
{\displaystyle x_{n}=y_{n}}
을 통해 원래의 이차 형식은
{\displaystyle 2a_{12}(y_{1}^{2}-y_{2}^{2})+\sum _{1\leq i<j\leq n\colon (i,j)\neq (1,2)}a_{ij}x_{i}x_{j}}
로 바뀌며, 이는 계수가 0이 아닌 제곱항이 있는 이차 형식이므로 다시 가역 변수 변환을 통해 제곱합으로 만들 수 있다.
표수가 2가 아닌 체 위의 대칭 행렬에 일련의 서로 전치 기본 행 연산의 쌍들을 가하여 그와 합동인 대각 행렬로 만들 수 있다. 실수 대칭 행렬의 경우 고윳값을 대각 원소로 하는 대각 행렬을 취하면 된다.

#### 복소수 대칭 행렬
복소수 대칭 행렬 {\displaystyle A\in \operatorname {Mat} (n;\mathbb {C} )}는 1, 0을 대각 원소로 하는 대각 행렬과 동치이다. 즉, 다음을 만족시키는 가역 행렬 {\displaystyle P\in \operatorname {GL} (n;\mathbb {C} )}가 존재한다.
{\displaystyle P^{\top }AP={\begin{pmatrix}\left.{\begin{matrix}1\\&\ddots \\&&1\end{matrix}}\right\}{\scriptstyle r}\\&\!\!\!\!\!\!\!\!\!\!\!{\begin{matrix}0\\&\ddots \\&&0\end{matrix}}\end{pmatrix}}\qquad (0\leq r\leq n)}
1의 개수 {\displaystyle r}는 합동의 완전한 불변량이다.

#### 실수 대칭 행렬
실수 대칭 행렬 {\displaystyle A\in \operatorname {Mat} (n;\mathbb {R} )}는 1, -1, 0을 대각 원소로 하는 대각 행렬과 합동이다. 즉, 다음을 만족시키는 가역 행렬 {\displaystyle P\in \operatorname {GL} (n;\mathbb {R} )}가 존재한다.
{\displaystyle P^{\top }AP={\begin{pmatrix}\left.{\begin{matrix}1\\&\ddots \\&&1\end{matrix}}\right\}{\scriptstyle p}\\&\!\!\!\!\!\!\!\!\!\!\!\left.{\begin{matrix}-1\\&\ddots \\&&-1\end{matrix}}\right\}{\scriptstyle q}\\&&\!\!\!\!\!\!\!\!\!\!\!{\begin{matrix}0\\&\ddots \\&&0\end{matrix}}\end{pmatrix}}\qquad (0\leq p,q\leq p+q\leq n)}
1의 개수 {\displaystyle p}와 -1의 개수 {\displaystyle q}는 합동의 완전한 불변량이다. 이를 실베스터 관성 법칙이라고 한다.
증명 (쌍선형 형식의 언어를 사용하여 서술):
대칭 쌍선형 형식 {\displaystyle B\colon V\times V\to K}가 다음을 만족시키는 기저 {\displaystyle \{u_{1},\dots ,u_{n}\}}를 갖는다고 하자.
{\displaystyle B(u_{1},u_{1})=\cdots =B(u_{p},u_{p})=1}
{\displaystyle B(u_{p+1},u_{p+1})=\cdots =B(u_{r},u_{r})=-1}
{\displaystyle B(u_{i},u_{j})=B(u_{r+1},u_{r+1})=\cdots =B(u_{n},u_{n})=0\qquad (1\leq i<j\leq n)}
다음을 보이는 것으로 족하다.
{\displaystyle p=\max\{\dim W\colon W\subset V,\;B(u,u)>0\forall 0\neq u\in W\}}
우선, {\displaystyle B}는 {\displaystyle \operatorname {Span} \{u_{1},\dots ,u_{p}\}}에 제한시켰을 때 양의 정부호 형식이며, {\displaystyle \operatorname {Span} \{u_{p+1},\dots ,u_{r}\}}에 제한시켰을 때 음의 정부호 형식임은 자명하다.
이제, {\displaystyle B|_{W\times W}}가 양의 정부호 형식이 되는 부분 공간 {\displaystyle W\subset V}를 취하자. 그렇다면, 다음이 성립한다.
{\displaystyle \operatorname {Span} \{u_{p+1},\dots ,u_{r}\}\oplus \operatorname {rad} B\oplus W}
이는 만약 {\displaystyle u\in \operatorname {Span} \{u_{p+1},\dots ,u_{r}\}}이며 {\displaystyle v\in \operatorname {rad} B}이며 {\displaystyle w\in W}이며 {\displaystyle u+v+w=0}이라면,
{\displaystyle B(u,u)\leq 0\leq B(w,w)}
{\displaystyle 0=B(u-w,u+v+w)=B(u,u)-B(w,w)}
이므로, {\displaystyle B(u,u)=B(w,w)=0}이며,{\displaystyle u=w=0=v}이기 때문이다. 따라서 {\displaystyle p\geq \dim W}이다. 또한 {\displaystyle B|_{\operatorname {Span} \{u_{1},\dots ,u_{p}\}\times \operatorname {Span} \{u_{1},\dots ,u_{p}\}}} 역시 양의 정부호 형식이므로, {\displaystyle p}는 {\displaystyle B}의 제한이 양의 정부호 형식이 되는 부분 공간의 최대 차원이며, {\displaystyle p}는 유일하다.
증명 (이차 형식의 언어를 사용하여 서술):
귀류법을 사용하여, 두 이차 형식
{\displaystyle Q(x_{1},\dots ,x_{n})=x_{1}^{2}+\cdots +x_{p}^{2}-x_{p+1}^{2}-\cdots -x_{r}^{2}}
{\displaystyle R(y_{1},\dots ,y_{n})=y_{1}^{2}+\cdots +y_{p'}^{2}-y_{p'+1}^{2}-\cdots -y_{r}^{2}}
이 서로 동치이며, {\displaystyle p>p'}라고 가정하자. 또한, 이 둘 사이의 가역 선형 변환이 다음과 같다고 하자.
{\displaystyle y_{1}=P_{11}x_{1}+\cdots +P_{n1}x_{n}}
{\displaystyle \vdots }
{\displaystyle y_{n}=P_{1n}x_{1}+\cdots +P_{nn}x_{n}}
그렇다면, {\displaystyle p>p'}이므로, 연립 일차 방정식
{\displaystyle 0=P_{11}x_{1}+\cdots +P_{n1}x_{p}}
{\displaystyle \vdots }
{\displaystyle 0=P_{1q}x_{1}+\cdots +P_{nq}x_{p}}
은 0이 아닌 해 {\displaystyle (x_{1}^{(0)},\dots ,x_{p}^{(0)})}를 가진다. 이 경우,
{\displaystyle 0<Q(x_{1}^{(0)},\dots ,x_{p}^{(0)},0,\dots ,0)=R((x_{1}^{(0)},\dots ,x_{p}^{(0)},0,\dots ,0)P)\leq 0}
이며, 이는 모순이다.

### 반대칭 행렬
표수가 2가 아닌 체 {\displaystyle K} 위의 반대칭 행렬 {\displaystyle A\in \operatorname {Mat} (n;K)}는 {\displaystyle A\in \operatorname {Mat} (n;K)}는 몇 개의 {\displaystyle 2\times 2} 행렬 {\displaystyle ((0,1),(-1,0))}과 하나의 영행렬의 직합과 합동이다. 즉, 다음을 만족시키는 가역 행렬 {\displaystyle P\in \operatorname {GL} (n;K)}가 존재한다.:377
{\displaystyle P^{\top }AP={\begin{pmatrix}\left.{\begin{matrix}{\begin{matrix}&1\\-1\end{matrix}}\\&\ddots \\&&\ddots \\&&&{\begin{matrix}&1\\-1\end{matrix}}\end{matrix}}\right\}{\scriptstyle 2k}\\&\!\!\!\!\!\!\!\!\!\!\!{\begin{matrix}0\\&\ddots \\&&0\end{matrix}}\end{pmatrix}}\qquad (0\leq 2k\leq n)}

## 같이 보기
- 행렬의 닮음

## 참고 문헌
1. ↑  Hoffman, Kenneth; Kunze, Ray (1971). 《Linear algebra》 (영어) 2판. Englewood Cliffs, N. J.: Prentice-Hall. ISBN 0-13-536797-2. MR 0276251. Zbl 0212.36601. IA LinearAlgebraHoffmanAndKunze.